# George A. Sheridan
George Augustus Sheridan (* 22. Februar 1840 in Millbury, Worcester County, Massachusetts; † 7. Oktober 1896 in Hampton, Virginia) war ein US-amerikanischer Politiker. Zwischen 1873 und 1875 vertrat er den Bundesstaat Louisiana im US-Repräsentantenhaus.

## Werdegang
Im Jahr 1858 zog George Sheridan mit seinen Eltern nach Chicago in Illinois. Dort besuchte er die öffentlichen Schulen und stieg in das Verlagswesen ein. Während des Bürgerkrieges diente er bis Oktober 1864 als Hauptmann in einer aus Freiwilligen bestehenden Infanterieeinheit aus Illinois, die auf der Seite der Union kämpfte. Im Jahr 1866 zog er nach New Orleans in Louisiana, wo er Brigadegeneral der Staatsmiliz unter Gouverneur Henry C. Warmoth wurde. Im Jahr 1867 wurde Sheridan als Sheriff Polizeichef im damaligen Carroll Parish.
Bei den Kongresswahlen des Jahres 1872 wurde Sheridan als Kandidat der Liberal Republican Party in das US-Repräsentantenhaus in Washington, D.C. gewählt. Er nahm am 4. März 1873 den neu hinzugekommenen sechsten Sitz seines Staates ein, der bei dieser Wahl zum einzigen Mal staatsweit vergeben wurde abgehalten. Bis zum 3. März 1875 konnte er aber nur eine Legislaturperiode im Kongress absolvieren. Diese war die meiste Zeit von einer schwebenden Wahlanfechtung überschattet, die schließlich zu seinen Gunsten entschieden wurde.
Nach seiner Zeit im US-Repräsentantenhaus wurde George Sheridan Leiter des Notariats (Recorder of Deeds) im Bundesbezirk District of Columbia. Dieses Amt bekleidete er zwischen 1878 und 1881. Sheridan verbrachte seinen Lebensabend in einem Heim für Kriegsveteranen in Hampton (Virginia). Dort ist er am 7. Oktober 1896 auch verstorben. Er wurde auf dem Nationalfriedhof Arlington beigesetzt.